# Leone Leoni (compositor)
Leone Leoni (Verona, vers 1560- Vicenza, 24 de juny del 1627) fou un compositor italià del Renaixement. Va ser mestre de capella de la catedral de Vicenza i un dels músics més notables de l'escola veneciana, famosa no sols per la perfecció tècnica de les seves composicions polifòniques, sinó per llur expressiva harmonia, la brillantor de la coloratura i els contrasts entre els dobles cors. D'aquest autor es publicaren a Venècia, a principis del segle xvi, cinc llibres de madrigals, quatre quaderns de motets, Sacrae Cantiones, amb doble orgue, dos magnificats i diversos concerti a quatre veus amb acompanyament de sis instruments. Les obres de Leoni que despertaren major admiració entre els seus contemporanis foren els motets per a doble cor a vuit veus. Ambrós n'assenyala dos: O Domine Jesu Christo i Petro amas me, afegint que el primer assoleix una bellesa quasi sobrehumana i que el segon no té paral·lel en la música expressiva. En L'Arte musicale in Italia, de Torchi s'inseriren dos madrigals de Leoni reproduïts de l'edició veneciana de 1602, ambdós quin més interessant. En un d'ells les dues veus superiors imiten el cant del rossinyol, formant eco de les altres, que es mouen en cànon.

## Vida i obra
Va néixer a Verona vers 1560. No se sap molt sobre els mestres que dirigiren els seus estudis, només se sap que fou mestre de capella en la catedral de Vicenza, i segons el Pare Martini al Saggio floridam. Prat. Di contrapunto. Leoni fou un dels compositors que el 1592 van retre un homenatge a Palestrina, en dedicar-li una col·lecció de salms a cinc veus.
El 1588 va publicar a una impremta de Venècia, Il primo libro di Madrigali a cinquè voci, seguit per d'altres el 1595, 1598 i 1602; també va compondre:
- Il primo libro di Madrigali a sei voci (Venècia, 1603),
- Primo e secundo libro de Motetti a due, tre et quattro voci, per cantar nel organo (Venècia, 1606-1608, la segona edició del qual porta el títol de Sacri Fiori, etcètera (Venècia, 1609-1610),
- Primo libro de Motetti a otto voci (Venècia, 1608),
- Secondo libro de Motetti con una messa a quattro voci (Venècia, 1611),
- Omnia Psalmodia solemnitatum octo vocum (Venècia, 1613).
- Prima parte dell'aurea corona ingemmata d'armonici concerti in lode della santissima incoronata di Vicenza (Venècia, 1615),

Es troben composicions de Leoni en les següents col·leccions:
- Il Trionfo di Dori, de Gardano (Venècia, 1596).
- Madrigali pastorali a sei voci, de l'editor Petrus Phalesius el jove (Anvers, 1604).
- Giardino novo bellissimo di vari flori musicali, de Borchgrevinck, organista del rei de Dinamarca (Copenhaguen, 1605).
- Promptuarium musicum, d'Abraham Schade.
- Florilegium Portense, de Bodenschatz.